# San Giorgio (Croazia)
San Giorgio (in croato: Sućuraj) è una città della Croazia situata sull'isola di Lesina, in Dalmazia. Le principali attività economiche della popolazione sono legate al turismo e alla pesca. Si trova sulla punta orientale, dove l'isola si avvicina di più alla terraferma.

## Località
Il comune di San Giorgio è suddiviso in 3 frazioni (naselja) di seguito elencate. Tra parentesi il nome in lingua italiana, generalmente desueto.
- Bogomolje (Bogomoglie)
- Selca kod Bogomolja (Selsa di Tempio)
- Sućuraj (San Giorgio), sede comunale

## Popolazione
Secondo il censimento del 2001, il comune di San Giorgio conta 492 abitanti .
La composizione etnica è la seguente:
- croati 96,54%
- non dichiarati 1,42%
- bosniaci 0,81%
- albanesi 0,41%
- serbi 0,41%
- slovacchi 0,20%